# Beschränkte schwach-*-Topologie
Die beschränkte schwach-*-Topologie, kurz bw*-Topologie (nach der englischen Bezeichnung "bounded weak* topology"), ist eine im mathematischen Teilgebiet der Funktionalanalysis untersuchte Topologie auf dem Dualraum eines normierten Raums. Sie ist eng mit der schwach-*-Topologie verbunden.

## Definition
Sei {\displaystyle X} ein normierter Raum und {\displaystyle X'} sein Dualraum.
Die bw*-Topologie ist die feinste Topologie auf {\displaystyle X'}, deren Relativtopologie auf allen beschränkten Mengen mit der schwach-*-Topologie übereinstimmt.
Definiert man zu jeder beschränkten Menge {\displaystyle B\subset X'} die Inklusion {\displaystyle \iota _{B}:B\rightarrow X'}, so ist die bw*-Topologie die Finaltopologie der Abbildungen {\displaystyle \iota _{B}}. Eine Menge {\displaystyle U\subset X'} ist genau dann bw*-offen, wenn der Durchschnitt {\displaystyle U\cap B} für alle beschränkten Mengen {\displaystyle B\subset X'} relativ schwach-*-offen ist.

## Basis der bw*-Topologie
Die hier beschriebene Basis der bw*-Topologie geht auf Jean Dieudonné zurück. Ist {\displaystyle X} ein normierter Raum, {\displaystyle f\in X'} ein Element des Dualraums und {\displaystyle (x_{n})_{n}} eine Nullfolge in {\displaystyle X}, so sei
{\displaystyle B(f,(x_{n})_{n}):=\{g\in X';\,|(f-g)x_{n}|<1{\text{ für alle }}n\in \mathbb {N} \}}.
Diese Mengen bilden eine Umgebungsbasis offener Mengen von {\displaystyle f}. Da diese Mengen offenbar konvex sind, ist die bw*-Topologie eine lokalkonvexe Hausdorff-Topologie.
Ist {\displaystyle (x_{n})_{n}} eine Nullfolge, so ist durch
{\displaystyle p_{(x_{n})_{n}}(f):=\sup _{n\in \mathbb {N} }|f(x_{n})|}
eine Halbnorm auf {\displaystyle X'} definiert und die bw*-Topologie ist genau die von diesen Halbnormen erzeugte lokalkonvexe Topologie.

## Vollständigkeit
Ist {\displaystyle X} ein normierter Raum, so ist der Dualraum mit der bw*-Topologie vollständig, das heißt jedes bw*-Cauchy-Netz konvergiert. Genauer bedeutet das: Ist {\displaystyle (f_{\alpha })_{\alpha }} ein Netz in {\displaystyle X'}, so dass es zu jeder Nullfolge {\displaystyle (x_{n})_{n}} aus {\displaystyle X} einen Index {\displaystyle \gamma } gibt, so dass {\displaystyle f_{\alpha }-f_{\beta }\in B(0,(x_{n})_{n})} für alle {\displaystyle \alpha ,\beta >\gamma }, so gibt es ein {\displaystyle f\in X'} mit {\displaystyle f_{\alpha }\rightarrow f} bzgl. der bw*-Topologie.
Insbesondere ergibt sich, dass die bw*-Topologie für unendlichdimensionale Räume echt feiner ist als die schwach-*-Topologie ist, denn letztere ist bekanntlich nicht vollständig.

## bw*-stetige lineare Funktionale
Ist {\displaystyle X} ein Banachraum, so fallen die schwach-*-stetigen und die bw*-stetigen linearen Funktionale auf {\displaystyle X'} zusammen. Daraus ergibt sich
- Ein lineares Funktional auf {\displaystyle X'} ist genau dann schwach-*-stetig, wenn die Einschränkung auf die Einheitskugel schwach-*-stetig ist.

Außerdem kann daraus sehr leicht der Satz von Krein-Šmulian über schwach-*-abgeschlossene, konvexe Mengen hergeleitet werden. Dies ist im unten angegebenen Lehrbuch ausgeführt.

## Kompakte Operatoren
Mittels der bw*-Topologie können kompakte Operatoren charakterisiert werden. Ist {\displaystyle T:X\rightarrow Y} ein stetiger, linearer Operator zwischen Banachräumen, so ist der adjungierte Operator {\displaystyle T':Y'\rightarrow X'} bekanntlich stetig, wenn auf beiden Räumen die Normtopologie, die schwach-*-Topologie oder die bw*-Topologie betrachtet wird. Interessante Aussagen sind also erst zu erwarten, wenn man auf den Räumen unterschiedliche Topologien betrachtet. Es gilt folgender Satz:
- Ein stetiger linearer Operator {\displaystyle T:X\rightarrow Y} zwischen Banachräumen ist genau dann kompakt, wenn der adjungierte Operator {\displaystyle T':Y'\rightarrow X'} stetig ist bzgl. der bw*-Topologie auf {\displaystyle Y'} und der Normtopologie auf {\displaystyle X'}.

## bw-Topologie und cbw-Topologie
In Analogie zur bw*-Topologie auf einem Dualraum kann man die bw-Topologie auf dem Ausgangsraum als feinste Topologie, die auf allen beschränkten Mengen mit der relativen schwachen Topologie übereinstimmt, definieren.
Diese Topologie hat bei Weitem nicht die Bedeutung wie die bw*-Topologie, denn sie ist im Allgemeinen nicht lokalkonvex. 1974 hat R. F. Wheeler gezeigt, dass die bw-Topologie auf dem Folgenraum {\displaystyle c_{0}} nicht lokalkonvex ist, und 1984 konnte J. Gómez Gil sogar zeigen, dass die bw-Topologie genau dann lokalkonvex ist, wenn der Raum reflexiv ist.
Für reflexive Räume {\displaystyle X} bringt die bw-Topologie aber nichts Neues, denn dann ist {\displaystyle X\cong X''} selbst ein Dualraum, und die bw-Topologie stimmt mit der bw*-Topologie überein, wenn man {\displaystyle X} mit {\displaystyle X''} identifiziert.
Um eine lokalkonvexe Topologie zu erhalten, definiert man auf {\displaystyle X} die cbw-Topologie, die von allen konvexen, offenen Mengen der bw-Topologie erzeugt wird. Diese ist lokalkonvex und stimmt mit der relativen bw*-Topologie von {\displaystyle X''} überein, wenn man {\displaystyle X} bzgl. der kanonischen Einbettung als Unterraum von {\displaystyle X''} auffasst.